# Дж. М. Кутси
Джон Максуел Кутсѝ (собственото име на английски, фамилията на африкаанс: John Maxwell Coetzee, произнася се [kʊt'si]), по-известен само като Дж. М. Кутси, е южноафрикански писател, езиковед, преводач и преподавател, двукратен носител на „Букър“ и Нобелов лауреат за литература през 2003 г. Пише на английски език.

## Биография и творчество
Завършва математика и филология. През 1960-те години живее в Лондон и работи за IBM. Прави докторска дисертация по творчеството на Бекет в Тексаския университет. От 1984 до 2002 г. работи и преподава в РЮА, а от 2002 г. насам живее в Австралия. Виден критик на апартейда в Южна Африка. Отявлен защитник на правата на животните и вегетарианец.
На български са преведени романите му „В очакване на варварите, „Живот и страдания на Майкъл К.“, „Дневник на една лоша година“ и „Позор“.